# Petit Apollon
Pour les articles homonymes, voir Phébus.
Parnassius phoebus
Espèce
Le Petit Apollon ou Phoebus (Parnassius phoebus) est une espèce d'insectes lépidoptères de la famille des Papilionidae, de la sous-famille des Parnassiinae et du genre Parnassius.

## Description
Le Petit Apollon est un papillon de taille moyenne à grande, dont l'envergure va de 30 à 40 mm, au corps velu comme tous les papillons du genre Parnassius. Les ailes présentent, sur un fond crème marqué d'une suffusion grise surtout chez les femelles, des taches rouges dont deux au-dessus de la cellule de l'aile antérieure. Le revers est semblable avec un amas de points rouges sur les ailes postérieures.
Parnassius phoebus ssp. gazeli présente sur un fond blanc des ocelles rouges réduits.
Parnassius phoebus ssp. cardinalis présente chez la femelle un trait noir qui relie les ocelles sur le revers des ailes postérieures.
Les colonies de grande altitude sont plus sombres, suffusées de gris.
Espèce ressemblante
Parnassius apollo, l'Apollon

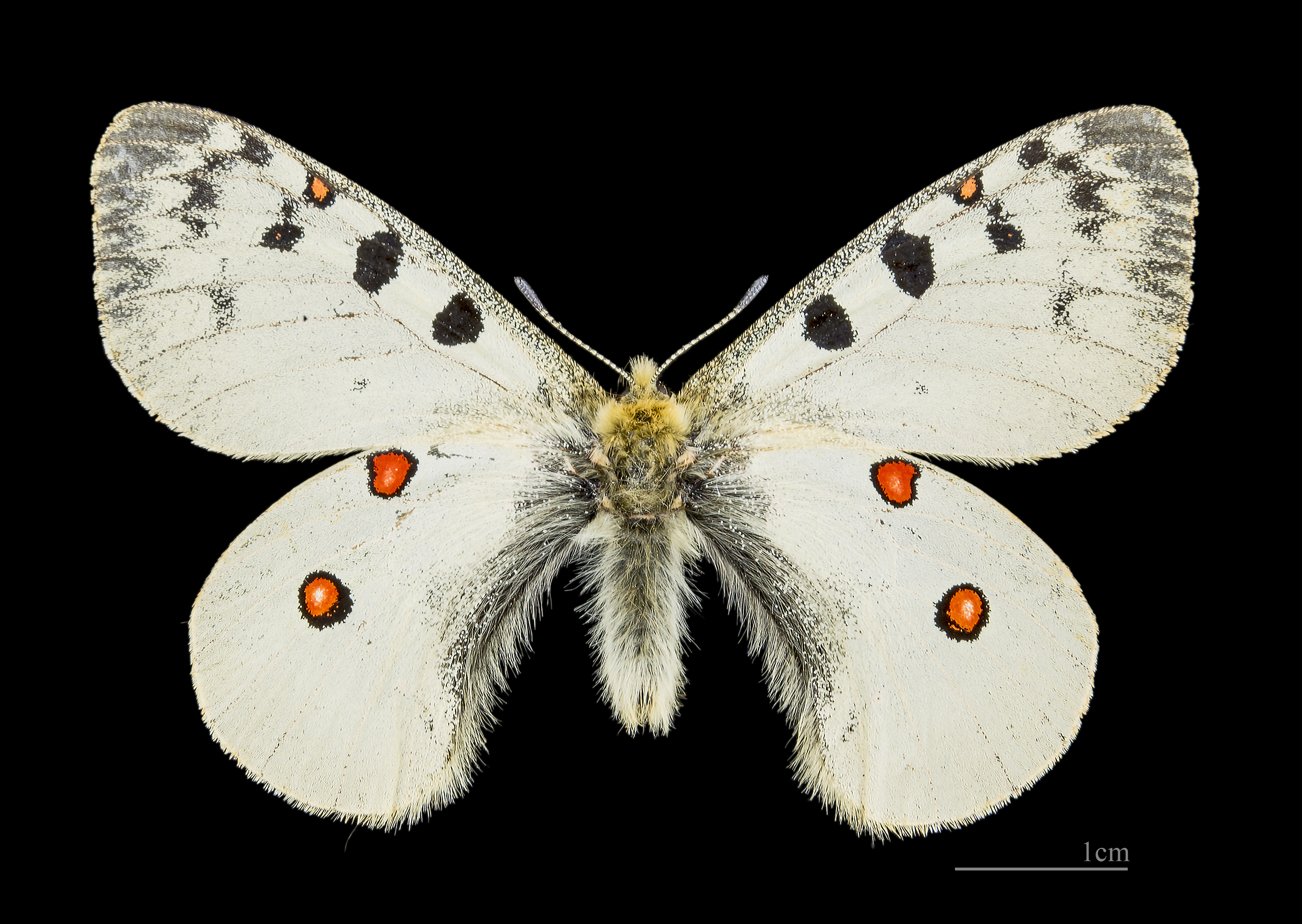
♂ Cervières MHNT
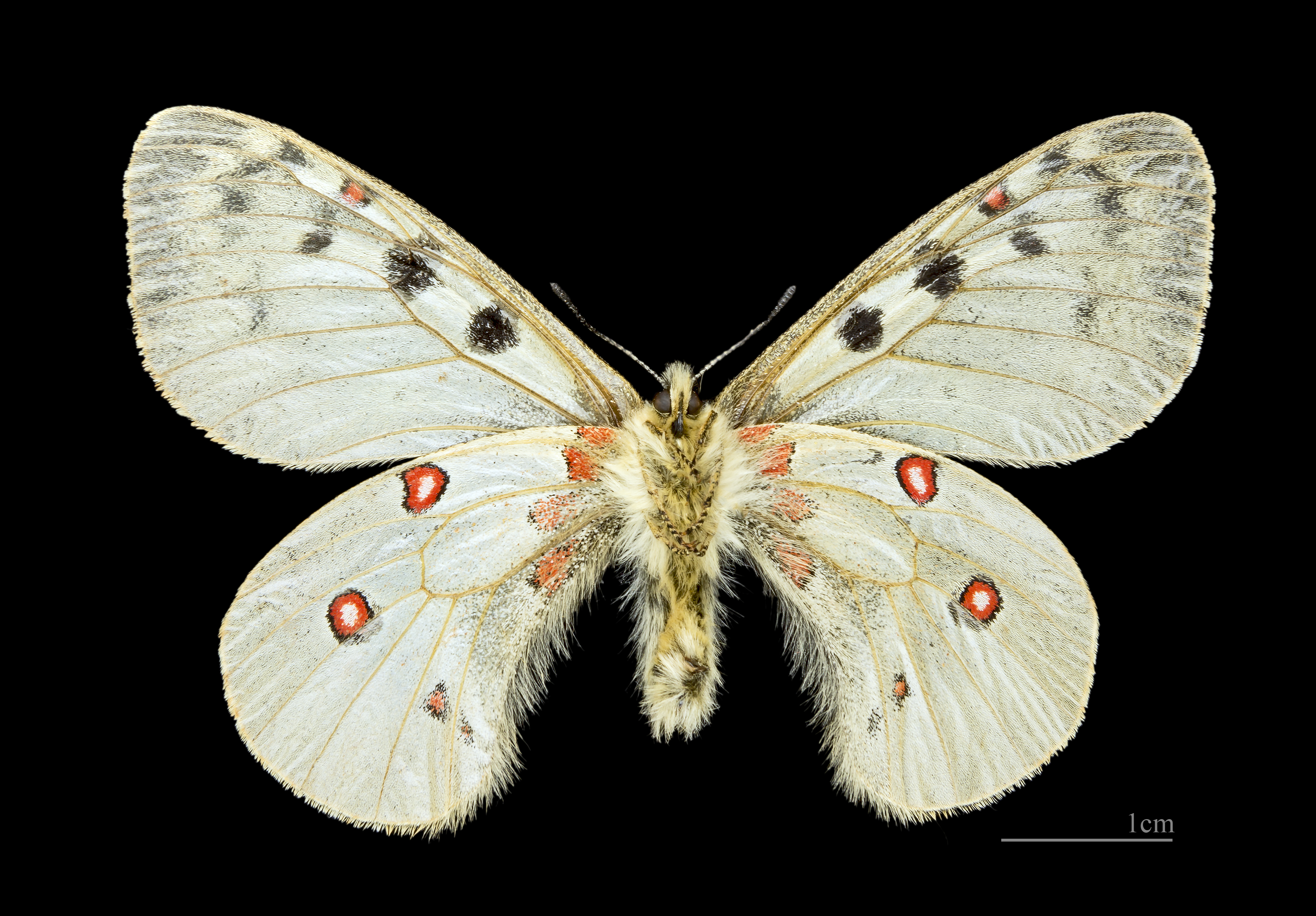
♂ △
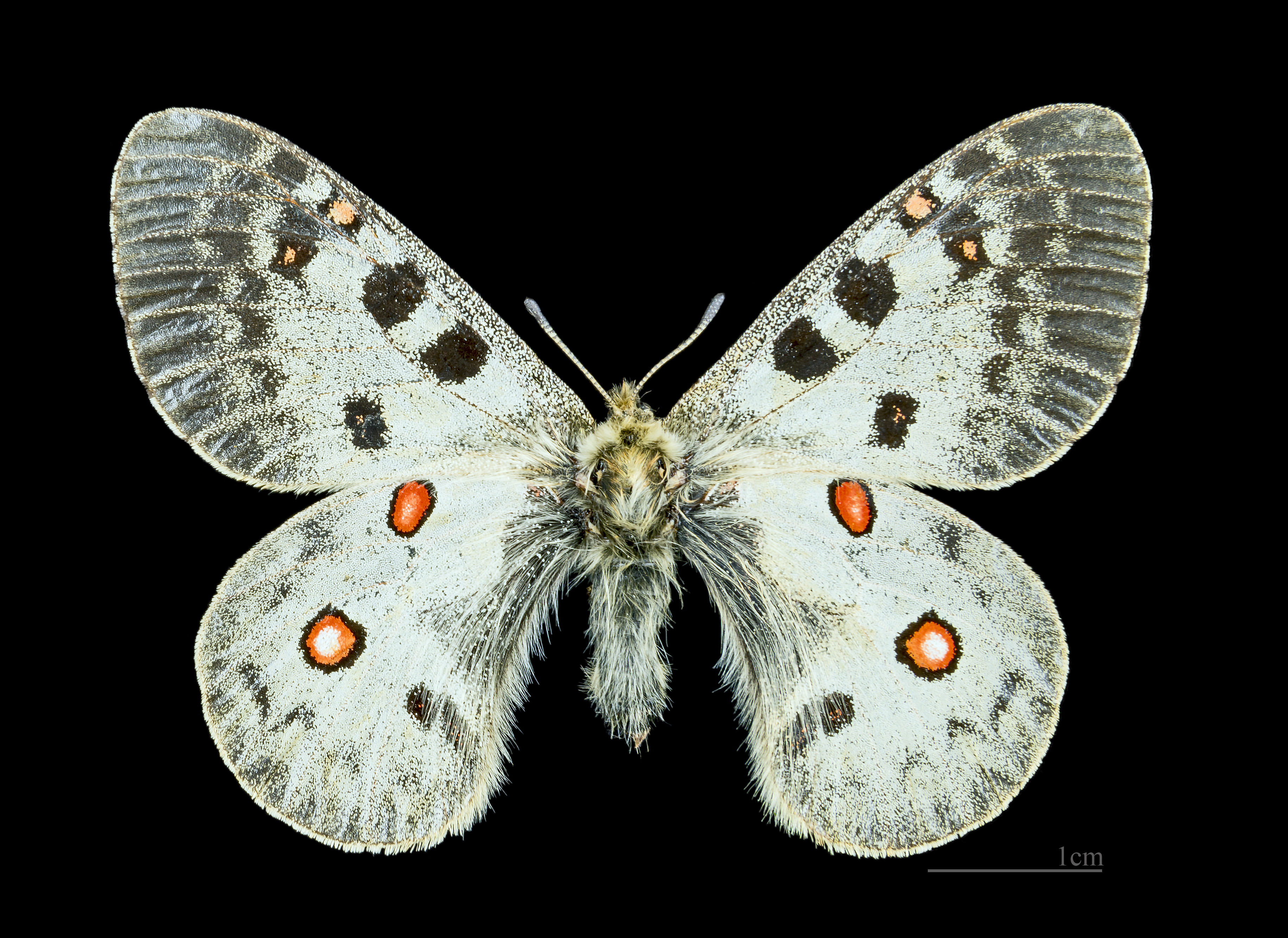
♀ ArvieuxMHNT
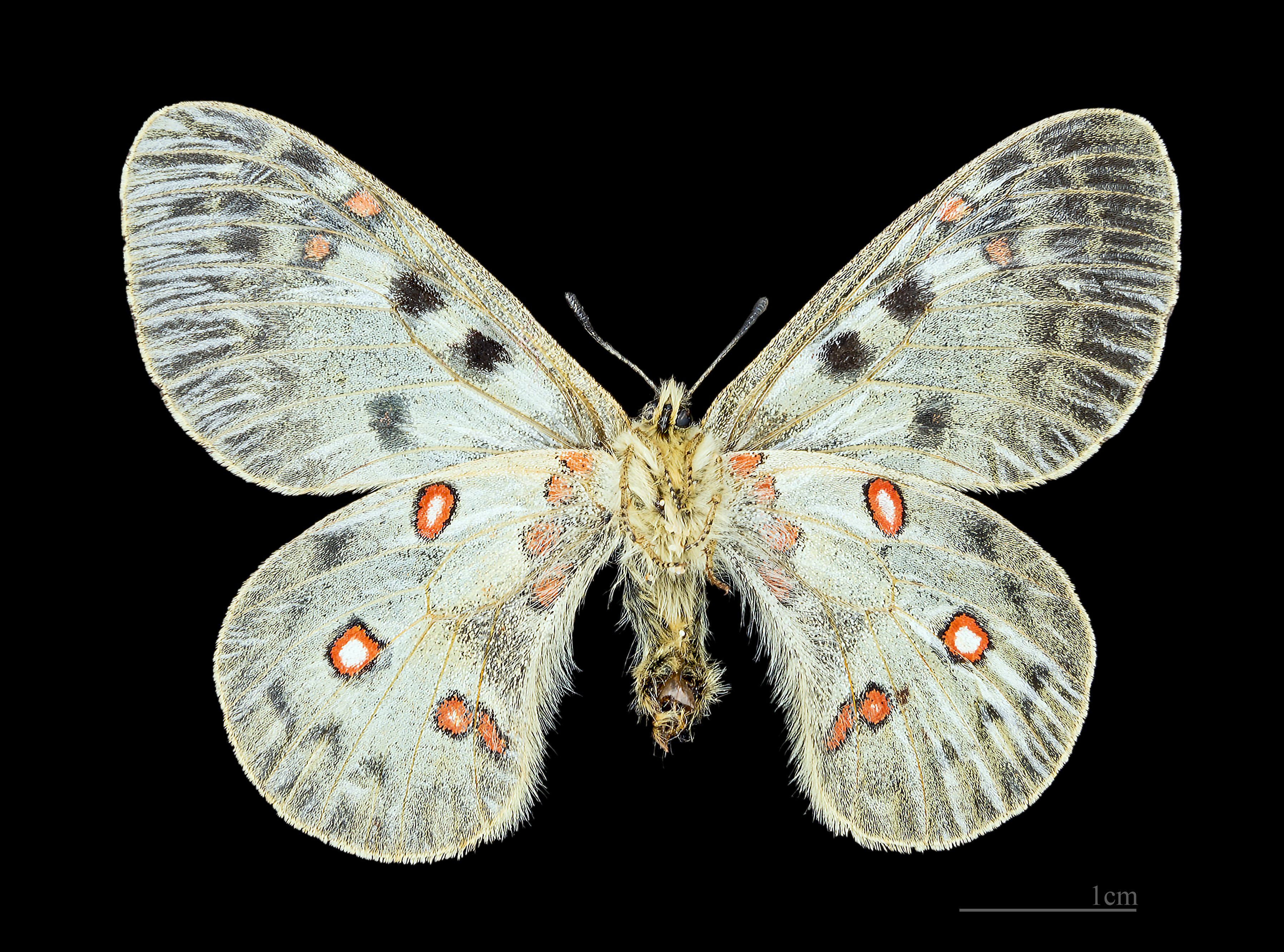
♀△

### Chenille et chrysalide
Les œufs déposés en été peuvent éclore dans l'été ou attendre le printemps suivant. 
Les chenilles sont noires à taches jaunes et orange. Sa chrysalide est noire.

## Biologie

### Période de vol et hivernation
Vol de juin jusqu'en août et parfois septembre.

### Plantes hôtes
Les plantes hôtes sont Saxifraga sp., Sedum sp. et Sempervivum montanum.

## Écologie et distribution

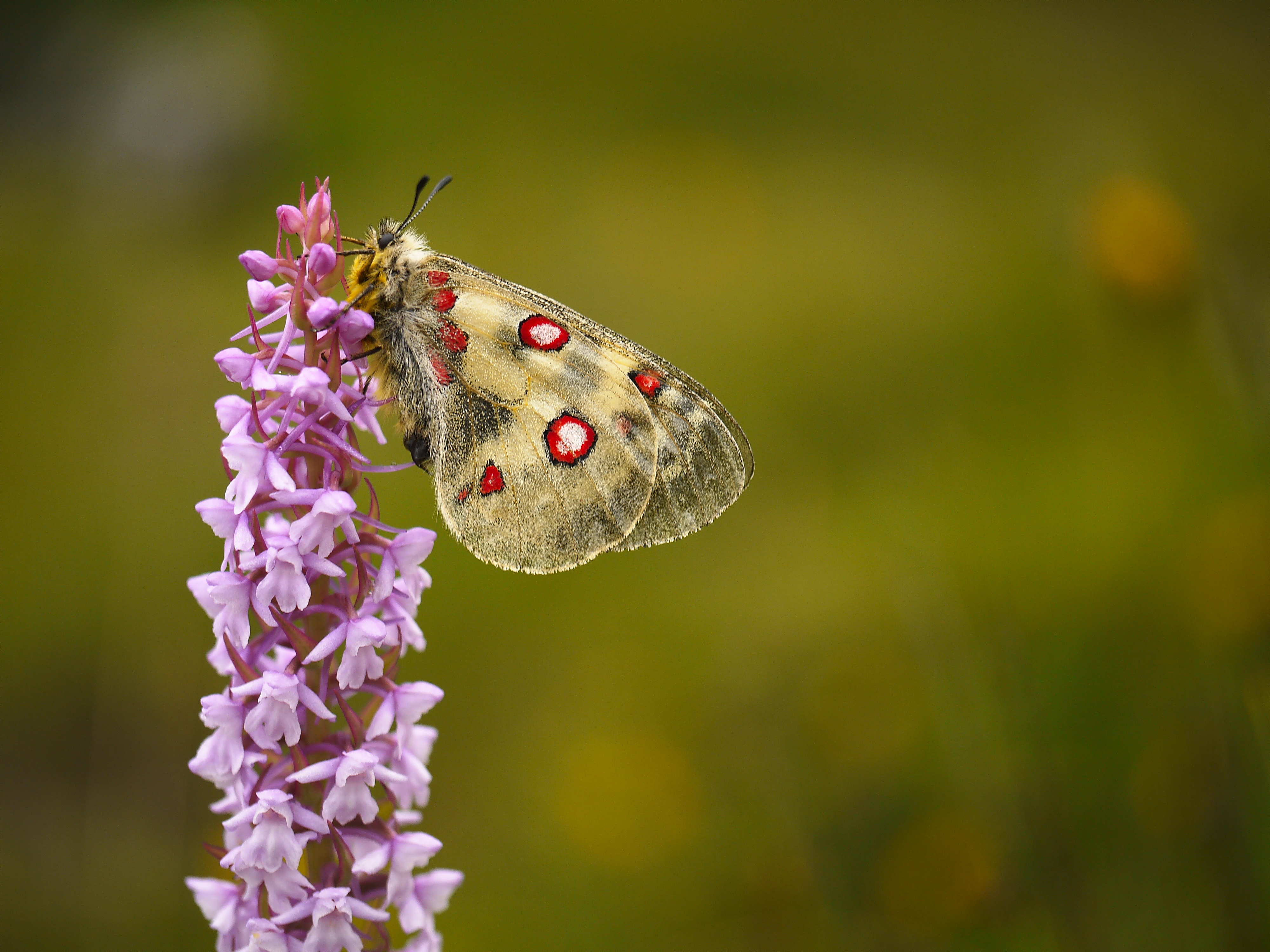
Une femelle de Petit Apollon au repos dans le parc national des Hohe Tauern, en Autriche.

Son aire de répartition comprend des peuplements très localisés dans les montagnes des Alpes, d'Oural, la Sibérie, le Kazakhstan, la Mongolie, la Chine, et il a probablement gagné l'Alaska et le Canada.
En France, il est présent dans six départements des Alpes, en colonies souvent réduites.

### Biotope
Ce sont les montagnes au-dessus de 2000 mètres d'altitude, dans les lieux humides comme les bords des torrents et près des sources et suintements frais.

## Systématique
L'espèce Parnassius phoebus a été décrite par l'entomologiste danois Fabricius, en 1793.

### Synonymes
- Papilio delius Esper, 1800
- Parnassius cardinalis Oberthür, 1891
- Parnassius phoebus sacerdos Stichel, 1906
- Parnassius styriacus Fruhstorfer, 1907
- Papilio gazeli Praviel, 1936[2].

### Taxinomie
Parnassius phoebus sacerdos, jusqu'ici classé comme sous-espèce de Parnassius phoebus, est depuis 2005 considéré comme une espèce à part entière, distincte de Parnassius phoebus qui habite la Russie.
Liste des Sous-espèces
- Parnassius phoebus ssp. gazeli dans les Alpes (en Italie et dans le département des Alpes-Maritimes en France)
- Parnassius phoebus ssp. cardinalis

## Le Petit Apollon et l'Homme

### Noms vernaculaires
- en français : 
  - le Petit Apollon, nom qui fait référence à l'Apollon, le plus connu des Parnassius, qui tient lui-même son nom du dieu grec de la lumière et des arts, Apollon.
  - le Phoebus ou Phébus, terme utilisé comme épithète d'Apollon dans la mythologie.
- en anglais : small Apollo, Phoebus Apollo
- en allemand : Hochalpen-Apollo

### Protection
Le Petit Apollon est une espèce protégée au niveau international par la Convention de Washington sur le commerce international des espèces de faune et de flore sauvages menacées d'extinction (Annexe A).
En France, il figure sur la liste rouge des insectes de France métropolitaine (arrêté du 23 avril 2007 abrogeant l'arrêté du 22 juillet 1993 fixant la liste des insectes protégés sur le territoire français métropolitain).

### Philatélie

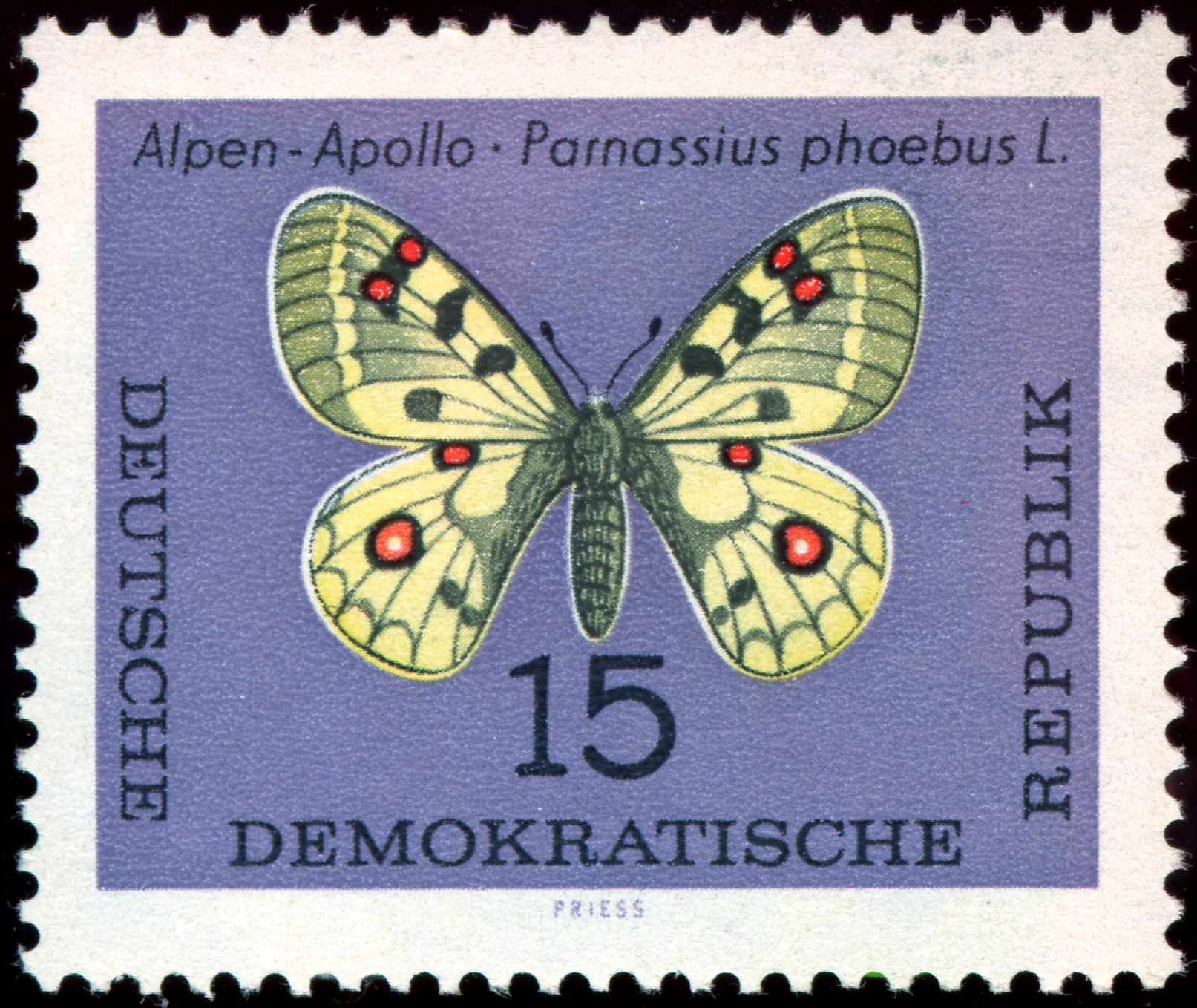
Timbre de la RDA.

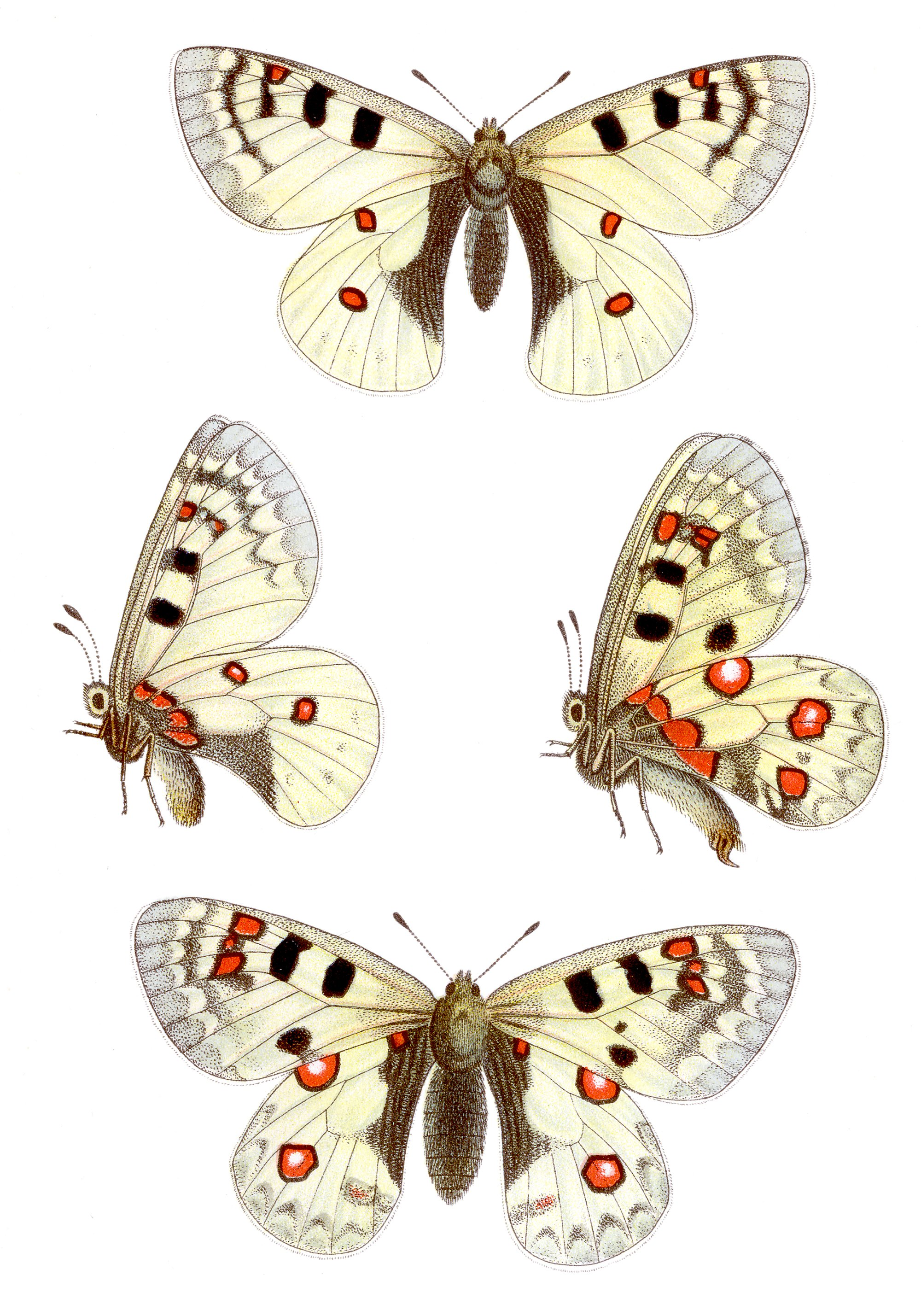
Parnassius phoebus sacerdos dessin de Jacob Hübner

Ce papillon figure sur une émission de la République démocratique allemande de 1964 (valeur faciale : 15 p.).